# 猪子一到
猪子 一到（いのこ かずゆき、1891年4月26日 - 1956年12月18日）は、日本京都府京都市出身の実業家。

## 来歴・人物
京都帝国大学医学部名誉教授猪子止戈之助の長男として生まれる。一中、三高、京都帝大と進み南満州鉄道（満鉄）に入社。満鉄野球部に情熱をささげるとともに仕事においても理事に就任。
戦後松竹ロビンス球団代表を務め満鉄時代の後輩である小西得郎を監督に迎え入れ優勝。1952年6月より、近鉄パールス社長に就任する。1956年11月パ・リーグ総裁就任も65歳で死去。球団葬が営まれた。後任のパ・リーグ総裁はオーナーの佐伯勇が務めた。

## 親族
出典は『人事興信録』の4巻、8巻より。
- 祖父：猪子清
- 父：猪子止戈之助
  - むめ（一到の姉で、止戈之助の長女。藤浪鑑の妻）
  - 婦美（一到の姉で、止戈之助の次女。今村新吉の妻）

### 親戚・遠縁
- 猪子ふて（ふで）：一到の叔母で、沖野忠雄（神矢粛一の弟）の妻
- 猪子吉人：一到の叔父（医学博士）

## 訳書
「ウィニングベースボール」（アーサー・マン著、三宅大輔とともに翻訳） - 1958年、ベースボール・マガジン社発行。書籍コード：ASIN B000JAUEJ8